# Andro Michel
Andro Emanuel Michel, född 11 juni 1990 i Sankt Pauli församling i Göteborg, är en svensk ishockeymålvakt som debuterade i Elitserien för Färjestads BK säsongen 2007-2008. Säsongen 2010-2011 var han utlånad till Bofors IK i Allsvenskan.
Hans rötter och ursprung går tillbaka till Österrike och Tjeckien på sin mors sida medan rötterna på faderssidan återfinns i Västerbotten, Sverige. Säsongen 2011-2012 spelar Andro Michel i Örebro HK.

## Klubbar
- Färjestad BK
- Skåre BK
- Bofors IK
- Örebro HK

### Webbkällor
- ”Andro Michel”. eliteprospects.com. http://www.eliteprospects.com/player.php?player=10017. Läst 1 december 2010.